# Казанская улица (Астрахань)
Каза́нская у́лица — улица в центральной части Астрахани. Начинается от Волжской и идёт с запада на восток параллельно Каналу имени Варвация. Пересекает улицы Бэра, Мусы Джалиля, Кирова, Мечникова, Дарвина и Псковскую и заканчивается у набережной 1 Мая.
Улица проходит через исторический район «этнических» слобод — Татарской (Махалля), Персидской, Армянской, Немецкой и других. Преимущественно застроена малоэтажными зданиями дореволюционного периода, в том числе памятниками архитектуры и многочисленными храмами разных конфессий, представители которой живут или ранее жили в соответствующих кварталах.

## История
До 1837 года улица называлась Второй Татарской, затем получила название Бело-Мечетная. В 1920 году была переименована вновь и получила своё современное название в честь Казани. В 1957 году к Казанской присоединена Спартаковская улица, до 1920 называвшаяся Кирочной, а в XIX веке — Второй Армянской.
В доме на улице прошли детские годы известного кинорежиссёра Владимира Меньшова

## Застройка
- дом 2/7 —  памятник архитектуры Дом Епифанова (Второе городское приходское училище церкви во имя Святого Иоанна Златоуста, 1888 г.)
- дом 69/71 —  памятник архитектуры Мечеть Вагабия
- дом 100/17/107 —  памятник архитектуры Астраханская кирха (церковь евангелическо-лютеранская во имя Иисуса, построена в 1888‒1892 гг., перестроена в жилой дом в 1940‒1941 гг.)
- дом 102А —  памятник архитектуры Здание Пастората церкви во имя Иисуса евангелическо-лютеранского исповедания (1892‒1893 гг.)
- дом 102Б/109 —  памятник архитектуры Приходская школа (начальное училище) евангелическо-лютеранской церкви во имя Иисуса (1908‒1909 гг.)

## Транспорт
По Казанской улице движения общественного транспорта нет, ближайшие к ней остановки маршрутных такси расположены на поперечных улицах — «Мебель СБС» на Кирова, «Мост» на Псковской и т. д.

## Фотогалерея
- Бюст Ленина у столовой «СССР» на углу Волжской и Казанской
- Мечеть Вагабия (№ 69/71)
- Здание кирхи, ныне жилой дом (№ 100/17/107)
- Заброшенное здание приходской школы (№ 102Б/109)